# Elvis Country (I'm 10,000 Years Old)
Elvis Country (I'm 10,000 Years Old) är ett studioalbum av den amerikanske sångaren och musikern Elvis Presley, släppt på RCA Records (LSP 4460) den 2 januari 1971. Skivan spelades in i RCA Studio B i Nashville i Tennessee, i juni och september 1970, och nådde som bäst plats 12 på Billboard 200-listan i USA. Den nådde plats sex i Storbritannien och sålde fler än en miljon exemplar världen över. Den certifierades guld den 1 december 1977 av Recording Industry Association of America (RIAA).
Albumets singel, "I Really Don't Want to Know" med "There Goes My Everything" som B-sida, släpptes den 8 december 1970 och nådde i USA som bäst plats 21 på Billboard Hot 100-, plats 2 på Adult Contemporary- och plats 23 på 
Country Singles-listan.

## Inspelningarna
Huvuddelen av materialet till Elvis Country (I'm 10,000 Years Old) spelades in i RCA Studio B i Nashville, Tennessee, under fem dygn den 4–9 juni 1970. Inspelningssessionen resulterade i 35 mastrar och det första albumet som sammanställdes från dessa inspelningar var That's the Way It Is, som utkom i november 1970. Det andra albumet blev Elvis Country som gavs ut i januari 1971 och det tredje Love Letters from Elvis, som utkom i juni samma år. Efter framgångarna med inspelningarna hos Chips Moman i American Sound Studio 1969, vilket bland annat hade resulterat i det kritikerrosade albumet From Elvis in Memphis och hitsinglar som "In the Ghetto" och "Suspicious Minds", hade producenten Felton Jarvis satt samman ett delvis nytt kompband till inspelningarna i hopp om att kunna åstadkomma något lika bra. Bandet bestod av James Burton, Chip Young och Charlie Hodge på gitarr, Norbert Putnam på bas, Jerry Carrigan på trummor, David Briggs på piano och Charlie McCoy på orgel och munspel.

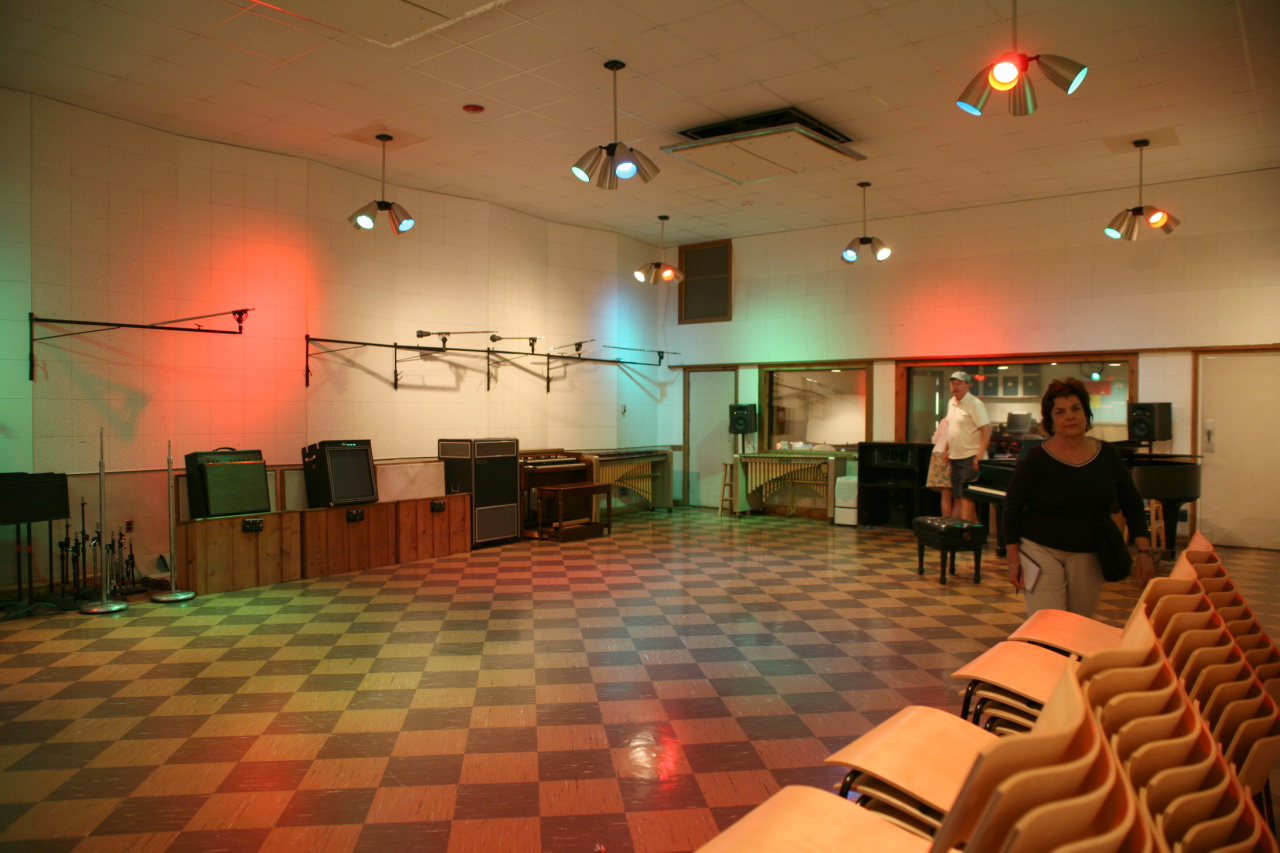
RCA:s Studio B – inspelningsrummet där Elvis Presley under juni och september 1970 spelade in de låtar som kom att utgöra Elvis Country.

Mot slutet av tredje dygnets inspelningar uppkom en brist på material som intresserade Elvis, och på det fjärde inspelningsdygnet övergick han därför nästan oavsiktligt till att spela in äldre country and western-musik. Det började med att Elvis gjorde en inspirerad tolkning av Don Robertsons "I Really Don’t Want to Know" och upprymd över detta en rockig version av "Faded Love" för att därefter ta sig an Ernest Tubb-balladen "Tomorrow Never Comes". Detta gav till resultat att man efter sessionen insåg att man hade i det närmaste tillräckligt många countrylåtar för att kunna ge ut ett rent countryalbum, och Felton Jarvis bokade därför in en ny session i september i avsikt att spela in ytterligare några countrylåtar. Den 22 september spelade Elvis in ytterligare fyra låtar, och av dessa kom två med på Elvis Country, då "Snowbird" och "Whole Lotta Shakin' Goin' On", den senare som var mer rock än country. De två andra, "Rags to Riches" och "Where Did They Go, Lord" kom att ges ut som singel och de kom också med på senare utökade utgåvor av albumet.
I likhet med hur Elvis Presley oftast spelat in, gjorde han det live i studion, på så sätt att han sjöng på varje tagning samtidigt som kompbandet spelade. Nästan varje stil av countrymusik är representerad på albumet: bluegrass, honky tonk, western swing, rockabilly, countrypolitan och till och med den då begynnande "outlaw country"-stilen. Dessutom är "Whole Lotta Shakin' Goin' On" mer rock'n'roll än country. Korta avsnitt av låten "I Was Born About Ten Thousand Years Ago", vilken Elvis spelade in i en enda tagning, är infogade mellan varje spår och binder dem samman.

## Kritik och omdömen
Flera ansåg att Elvis genom Elvis Country (I'm 10,000 Years Old) återvände till sina rötter, men att det också fanns tydliga moderna inslag i musiken. Albumet utkom till lysande recensioner runt om i USA och gavs lovord som påfallande ofta saknades i de flesta omdömen av det föregående albumet, That's The Way It Is, trots att båda albumen hade spelades in vid samma inspelningstillfälle. Peter Guralnick skrev i sin recension av Elvis Country för musiktidningen Rolling Stone i mars 1971, att "Elvis Presley har utkommit med en skiva som ger oss något av den allra finaste och mest gripande musik [som han har gjort] sedan han först spelade in på Sun för nästan 17 år sedan." Han skrev vidare:
| ” | Det är dock framför allt sången, glöden och engagemanget som gör detta album till något verkligt exceptionellt ... Alla de välbekanta förmågorna finns där. Intensiteten. Den vibrerande rösten. Känslan av energi. Den säregna kombinationen av hyperspänning och känslighet ... han använder dessa egenskaper för att skapa en musik som, även om den onekligen är country, försätter honom mer direkt i förbindelse med soulsångaren än med den traditionella countrymusiken. | „ |

Med dess traditionella material och Elvis engagemang, uppfattades countryalbumet som om det hade ett autentiskt budskap. Variety var något mer återhållsam i sin recension och skrev att Elvis "sjunger countryballader, countryrock och gammal hederlig rock'n'roll". Musiktidningen Billboard skrev att Elvis lät olika genrer smälta samman och att det var "ett fantastiskt album" "vari Elvis visar sitt ursprung i countryn. Många av låtarna är arrangerade med tonföljder i gospelackord, vilket ger låtarna en äkta Sydstatskänsla."
Albumet har fortsatt att betraktas som ett av Elvis Presleys bästa, och har "ofta hyllats som det tidiga 1970-talets bästa countryrockalbum." När Neil McCormick år 2007 i The Daily Telegraph listade de sju bästa Elvis-albumen ansåg han Elvis Country vara ett av dessa, och han skrev: "Hans sång är full av glädje och lust ... Det är ett av de bästa countryrockalbumen som någonsin har gjorts." David McGee kallade albumet "en pärla" och menade att det "räknas till de bästa albumen i hans karriär" och att Elvis måste ha haft en djup känslomässig anknytning till sångerna. Bruce Eder skrev i sin recension att Elvis var som bäst vid tiden då han spelade in albumet – att hans röst hade förfinats till perfektion och uppnått ett djup och en rikedom som aldrig förr. Han menade att Elvis Country var "hans bästa lp från 1970-talet, och ett av hans tre eller fyra bästa album någonsin."

## Låtarna på skivan

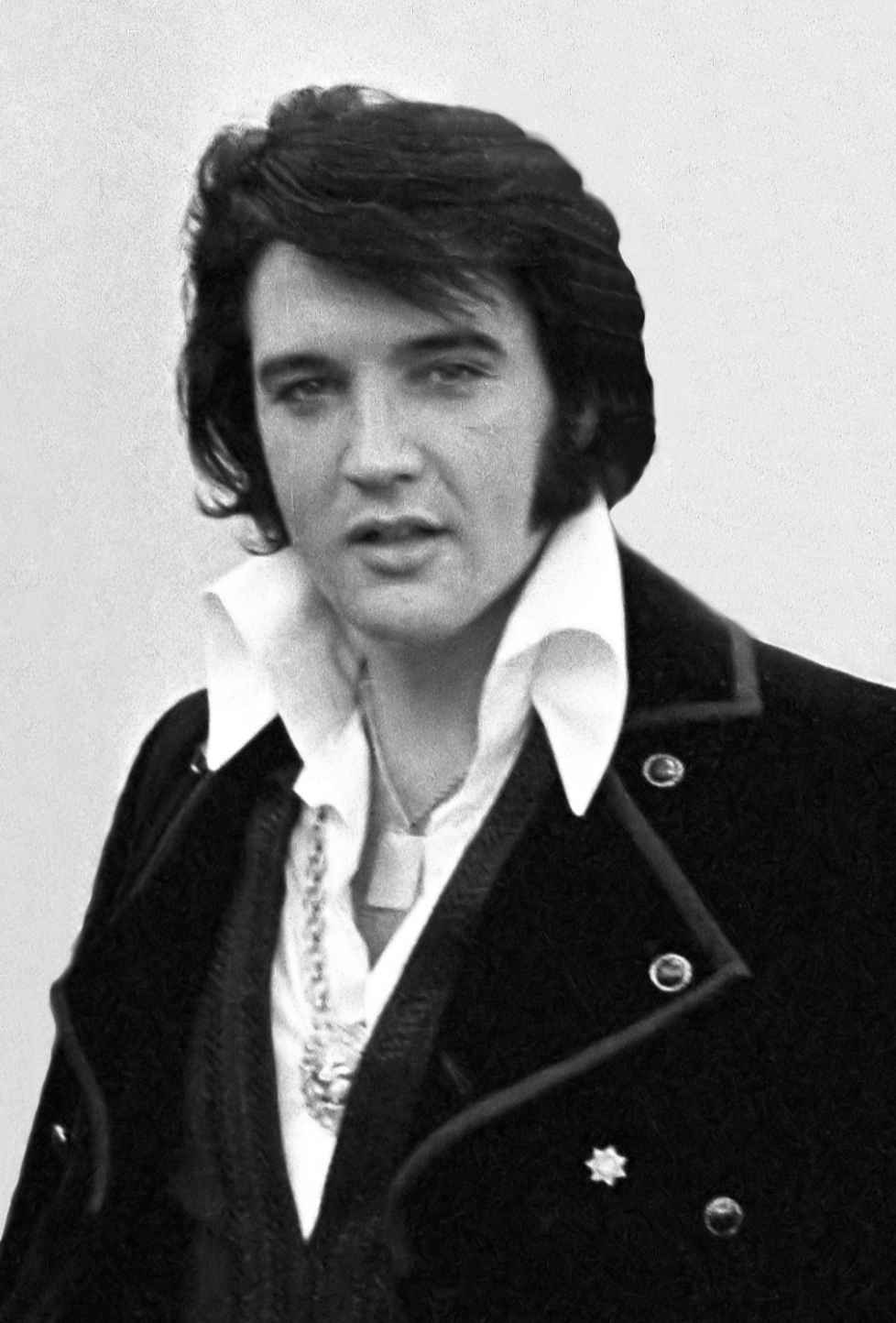
Elvis Presley i december 1970, månaden innan Elvis Country utkom.

Albumet inleds med en cover på Anne Murrays "Snowbird", inspelad under uppföljningssessionen i september 1970, och en av de sånger på albumet där Bruce Eder ansåg att Elvis har en imponerande och karismatisk närvaro i sin sång. Peter Guralnick ansåg det vara albumets enda svaga låt och ett oansvarigt val att ha som första låt på ett album, och Brown att låten är trevlig men oansenlig, medan Eder ansåg den vara så bra att det är den enda låt på skivan där man helt kan glömma originalinspelningen, i detta fall Anne Murrays.
Ernest Tubbs 1940-talsklassiker "Tomorrow Never Comes" arrangerar Elvis om till något som liknar Roy Orbisons "Running Scared". Elvis förvandlar låten till ett verkligt kraftnummer tack vare ett skickligt arrangemang som utöver att ha hämtat sin inspiration från Roy Orbison också verkar bygga på Shirley Basseys "What Now My Love". "Låten börjar lugnt, men bygger med varje påföljande vers och refräng till dess Elvis når den övre gränsen för … sitt röstomfång." Shane Brown menar att det är en "fantastisk inspelning och en låt som skulle ha fungerat oerhört bra på scen". Elvis kom dock aldrig att ta med låten på någon av sina konserter, trots att han repeterade den inför sitt framträdande i Las Vegas i augusti 1970 och den dokumentärfilm som filmades vid tillfället. Brown skriver att de höga tonerna på slutet kan ha gjort den för riskabel att ha med vid liveframträdanden.
Elvis tog sig an Bill Monroes bluegrasslåt "Little Cabin on the Hill", i en avslappnad stil under första inspelningsdagen den 4–5 juni 1970. Inspelningen av Jerry Lee Lewis hitlåt "Whole Lotta Shakin' Goin' On" ägde rum på uppföljningssessionen den 22 september. Det är en upprymd, nästan ursinnig, version som inte har mycket gemensamt med Lewis låt. Genom hela låten hamrar trummorna i nästan hypnotisk takt, och i stället för som på Lewis version är det gitarr och bas och inte piano som dominerar. Detta var en av de tyngsta rocklåtar som Elvis spelat in i studio på flera år. Elvis framförde Willie Nelsons "Funny How Time Slips Away" som en långsam blues, med avslappnad sång där utrymme ges till ett lugnt instrumentalt solo efter andra versen. Låten gavs närapå ett gospelackompanjemang, och Shane Brown betecknar den som en mästerlig inspelning.
Bruce Eder menar å sin sida att Elvis ingenstans är bättre än på den enda nya låten på albumet, "It's Your Baby, You Rock It", en låt framförd i ett relativt snabbt tempo och som har ett anslag av country över sig. Shane Brown anser att den kunde ha blivit en bra singel och definitivt kommersiellt mer framgångsrik än "I Really Don’t Want to Know" med "There Goes My Everything" som B-sida, som blev albumets singelutgåva. Eder konstaterar vidare att musikerna och produktionen försåg Elvis med ypperlig uppbackning, med bland annat en hårdrockande elgitarr och fint munspel på Bob Wills "Faded Love", som Elvis framförde i en något djärvare stil, och med stor styrka och passion sjöng refrängen i en inspelning som uppvisar all den glädje som uppkommer under ett jam. Duffett menar att "Elvis återskapade 'Faded Love' som en slagkraftig, magnifik, rockkabarémelodi.", 
Mot slutet på den fjärde inspelningsdagen under junisessionen spelade Elvis in "Make the World Go Away" i ett mer enträget sound än som var fallet på Eddy Arnolds originalhit. Brown menar att det inte är något större fel på låten men att inspelningen är tämligen alldaglig med ett arrangemang som inte är allt för upphetsande, och att det faktum att låten placerade sist på albumet, gav detta ett otillfredsställande klimax. Och hade det inte varit känt att Elvis hade texten tillhands vid inspelningen, kunde man anta att den närmast otyglade rock'n'roll-låten "I Washed My Hands In Muddy Waters" var ett jam. Elvis spelade in den i en enda tagning som i oförkortat skick varade i över fem minuter. Elvis spelade också in Sanford Clarks hitlåt "The Fool" från 1956, i en något mer rockig version. Elvis inspelning av "I Really Don't Want to Know" gav den låten en lätt bluesig känsla, och han sjunger den med känsla och med måttlig kraft.
Trots skivans kvalité och de strålande recensionerna, sålde Elvis Country bara i 500 000 exemplar vid första släppet i USA, och certifierades guld av RIAA i december 1977.

## Skivomslaget
På Elvis Country utformade RCA ett genomtänkt skivomslag som brukar klassas som ett av de bästa på ett Elvisalbum. Det pryds av ett färglagt fotografi av en treårig Elvis och med den svartvita förlagan, där Elvis flankeras av sina föräldrar Vernon och Gladys Presley, infälld i bilden. Och i de första upplagorna följde det även med ett kort med omslagsbilden på ena sidan och en bild av Elvis från år 1970 på den andra.

## Återutgivningar
År 2000 återutgavs albumet på cd och var då utökat med sex bonusspår från samma inspelningssessioner. Tre av dem hade tidigare släppts på lp:n Love Letters from Elvis. Två av de andra var "Where Did They Go, Lord" (en låt som släppts på lp första gången 1978 på He Walks Beside Me), och den fulla versionen av "I Was Born About Ten Thousand Years Ago" (vilken hade släppts på Elvis Now).
År 2008 återutgavs Elvis Country på "Follow That Dream-etiketten" i en speciell utgåva på två cd:ar som innehöll de ursprungliga albumspåren tillsammans med många alternativa tagningar. Och år 2012 utkom på RCA Legacy (ägd av Sony) en "Legacy Edition" på 2 cd:ar av Elvis Country-albumet. Där hade man dock parat ihop albumet med Love Letters from Elvis som utgjordes av de överblivna inspelningarna från junisessionen.

## Låtlistor

### 1971 Elvis Country (I'm 10,000 Years Old) 1 lp
| 1. | Snowbird                     | Gene MacLellan                      | 22 september 1970 | 2:04 |
| 2. | Tomorrow Never Comes         | Johnny Bond, Ernest Tubb            | 7 juni 1970       | 3:53 |
| 3. | Little Cabin on the Hill     | Bill Monroe, Lester Flatt           | 4 juni 1970       | 1:45 |
| 4. | Whole Lotta Shakin' Goin' On | Dave "Curlee" Williams, Sunny David | 22 september 1970 | 3:00 |
| 5. | Funny How Time Slips Away    | Willie Nelson                       | 7 juni 1970       | 4:20 |
| 6. | I Really Don't Want to Know  | Howard Barnes, Don Robertson        | 7 juni 1970       | 2:45 |

| 1.           | There Goes My Everything                                                        | Dallas Frazier               | 8 juni 1970  | 2:55  |
| 2.           | It's Your Baby, You Rock It                                                     | Shirl Milete, Nora Fowler    | 5 juni 1970  | 2:56  |
| 3.           | The Fool                                                                        | Naomi Ford, Lee Hazlewood    | 4 juni 1970  | 2:26  |
| 4.           | Faded Love                                                                      | Bob Wills, Johnnie Lee Wills | 7 juni 1970  | 3:04  |
| 5.           | I Washed My Hands in Muddy Water                                                | Joe Babcock                  | 7 juni 1970  | 3:41  |
| 6.           | Make the World Go Away                                                          | Hank Cochran                 | 7 juni 1970  | 3:34  |
| 7.           | (Avsnitt ur "I Was Born About Ten Thousand Years Ago" hörs mellan alla låtarna) | trad.                        | 4 juni 1970  |       |
| Total längd: | Total längd:                                                                    | Total längd:                 | Total längd: | 36:23 |

### 2000 Reissue – Elvis Country (I'm 10,000 Years Old) 1 CD
| 1.           | Spåren 1–12 är desamma som på originalutgåvan Bonus Tracks |                                              | 4 juni–22 september 1970 | 38:48 |
| 13.          | It Ain't No Big Thing (But It's Growing)                   | Shorty Hall, Alice Joy Merritt, Neal Merritt | 6 juni 1970              | 2:47  |
| 14.          | A Hundred Years from Now                                   | Lester Flatt, Earl Scruggs                   | 4 juni 1970              | 1:40  |
| 15.          | If I Were You                                              | Gerald Nelson                                | 8 juni 1970              | 3:01  |
| 16.          | Got My Mojo Working / Keep Your Hands Off of It            | Preston Foster, Elvis Presley                | 5 juni 1970              | 4:34  |
| 17.          | Where Did They Go, Lord                                    | Dallas Frazier, A. L. "Doodle" Owens         | 22 september 1970        | 2:27  |
| 18.          | I Was Born About Ten Thousand Years Ago                    | trad.                                        | 4 juni 1970              | 3:13  |
| Total längd: | Total längd:                                               | Total längd:                                 | Total längd:             | 56:30 |

### 2008 FTD Elvis Country (I'm 10,000 Years Old) 2 CD
| 1.           | Spåren 1–12 är desamma som på originalutgåvan Bonus Songs |                                     | 4 juni–22 september 1970 | 38:51 |
| 13.          | I Was Born About Ten Thousand Years Ago                   | trad.                               | 4 juni 1970              | 3:13  |
| 14.          | Where Did They Go, Lord The Country Jam                   | Dallas Frazier, A.L. "Doodle" Owens | 22 september 1970        | 2:30  |
| 15.          | Faded Love (Country Version)                              | Bob Wills, Johnnie Lee Wills        | 7 juni 1970              | 0:42  |
| 16.          | The Fool (take 1)                                         | Naomi Ford, Lee Hazlewood           | 4 juni 1970              | 2:37  |
| 17.          | A Hundred Years From Now (takes 1 & 2)                    | Lester Flatt, Earl Scruggs          | 4 juni 1970              | 3:51  |
| 18.          | Little Cabin on the Hill (take 1) Alternate Masters       | Bill Monroe, Lester Flatt           | 4 juni 1970              | 2:25  |
| 19.          | It's Your Baby, You Rock It (take 3)                      | Shirl Milete, Nora Fowler           | 5 juni 1970              | 4:01  |
| 20.          | Faded Love (take 3) First Takes                           | Bob Wills, Johnnie Lee Wills        | 7 juni 1970              | 4:24  |
| 21.          | Tomorrow Never Comes (take 1)                             | Johnny Bond, Ernest Tubb            | 7 juni 1970              | 3:34  |
| 22.          | Tomorrow Never Comes (take 2)                             | Johnny Bond, Ernest Tubb            | 7 juni 1970              | 4:35  |
| 23.          | Snowbird (rehearsal & take 1)                             | Gene MacLellan                      | 22 september 1970        | 3:24  |
| 24.          | Where Did They Go, Lord (take 1)                          | Dallas Frazier, A.L. "Doodle" Owens | 22 september 1970        | 2:18  |
| Total längd: | Total längd:                                              | Total längd:                        | Total längd:             | 76:25 |

| 1.           | I Really Don't Want to Know                                                          | Howard Barnes, Don Robertson         | 7 juni 1970       | 2:48  |
| 2.           | Faded Love (takes 2 & 1)                                                             | Bob Wills, Johnnie Lee Wills         | 7 juni 1970       | 4:52  |
| 3.           | Tomorrow Never Comes (takes 12 & 13)                                                 | Johnny Bond, Ernest Tubb             | 7 juni 1970       | 4:55  |
| 4.           | Make the World Go Away (takes 1 & 3)                                                 | Hank Cochran                         | 7 juni 1970       | 6:28  |
| 5.           | Funny How Time Slips Away                                                            | Willie Nelson                        | 7 juni 1970       | 4:23  |
| 6.           | I Washed My Hands in Muddy Water June Outtakes                                       | Joe Babcock                          | 7 juni 1970       | 4:32  |
| 7.           | I Didn't Make It On Playing Guitar                                                   | Elvis Presley                        | 6 juni 1970       | 3:41  |
| 8.           | Tomorrow Never Comes (takes 3 & 11)                                                  | Johnny Bond, Ernest Tubb             | 7 juni 1970       | 8:40  |
| 9.           | There Goes My Everything (take 1) September Outtakes                                 | Dallas Frazier                       | 8 juni 1970       | 3:32  |
| 10.          | September Warm Up (instrumental)                                                     |                                      | 22 september 1970 | 1:53  |
| 11.          | Snowbird (takes 4, 5 & 2)                                                            | Gene MacLellan                       | 22 september 1970 | 2:30  |
| 12.          | Where Did They Go, Lord (takes 2 & 3)                                                | Dallas Frazier, A. L. "Doodle" Owens | 22 september 1970 | 2:52  |
| 13.          | Whole Lotta Shakin' Goin' On (rough mix with horns) Bonus Cuts: Undubbed Rough Mixes | Dave "Curlee" Williams, Sunny David  | 22 september 1970 | 6:23  |
| 14.          | When I'm Over You                                                                    | Shirl Milete                         | 7 juni 1970       | 3:31  |
| 15.          | The Next Step Is Love                                                                | Paul Evans, Paul Parnes              | 7 juni 1970       | 3:44  |
| 16.          | Love Letters                                                                         | Edward Heyman, Victor Young          | 7 juni 1970       | 2:53  |
| Total längd: | Total längd:                                                                         | Total längd:                         | Total längd:      | 67:37 |

### 2012 Legacy Edition – Elvis Country (I'm 10,000 Years Old) 2 CD
| 1.           | Spåren 1–12 är desamma som på originalutgåvan Bonus Tracks |                                     | 4 juni–22 september 1970 | 38:48 |
| 13.          | I Was Born About Ten Thousand Years Ago                    | trad.                               | 4 juni 1970              | 3:16  |
| 14.          | A Hundred Years from Now                                   | Lester Flatt, Earl Scruggs          | 4 juni 1970              | 1:43  |
| 15.          | Where Did They Go, Lord                                    | Dallas Frazier, A.L. "Doodle" Owens | 22 september 1970        | 2:29  |
| Total längd: | Total längd:                                               | Total längd:                        | Total längd:             | 46:16 |

| 1.           | Love Letters                                    | Edward Heyman, Victor Young                        | 7 juni 1970       | 2:55  |
| 2.           | When I'm Over You                               | Shirl Milete                                       | 7 juni 1970       | 2:30  |
| 3.           | If I Were You                                   | Gerald Nelson                                      | 8 juni 1970       | 3:03  |
| 4.           | Got My Mojo Working / Keep Your Hands Off of It | Preston Foster, Elvis Presley                      | 5 juni 1970       | 4:59  |
| 5.           | Heart of Rome                                   | Alan Blaikley, Ken Howard, Geoff Stephens          | 6 juni 1970       | 2:58  |
| 6.           | Only Believe                                    | Paul Rader                                         | 8 juni 1970       | 2:52  |
| 7.           | This is Our Dance                               | Les Reed, Geoff Stephens                           | 6 juni 1970       | 3:17  |
| 8.           | Cindy, Cindy                                    | Fred Wise, Dolores Fuller, Buddy Kaye, Ben Weisman | 4 juni 1970       | 2:35  |
| 9.           | I'll Never Know                                 | Fred Karger, Sid Wayne, Ben Weisman                | 5 juni 1970       | 2:28  |
| 10.          | It Ain't No Big Thing (But It's Growing)        | Shorty Hall, Alice Joy Merritt, Neal Merritt       | 6 juni 1970       | 2:50  |
| 11.          | Life                                            | Shirl Milete                                       | 6 juni 1970       | 3:15  |
| 12.          | The Sound of Your Cry                           | Bernie Baum, Bill Giant, Buddy Kaye                | 4/5 juni 1970     | 3:18  |
| 13.          | Sylvia                                          | Geoff Stephens and Les Reed                        | 8/9 juni 1970     | 3:20  |
| 14.          | Rags to Riches (Take 3)                         | Richard Adler, Jerry Ross                          | 22 september 1970 | 1:56  |
| Total längd: | Total längd:                                    | Total längd:                                       | Total längd:      | 42:16 |